# Johanne 2. af Navarra
Johanne 2. (fransk: Jeanne; 28. januar 1312 - 6. oktober 1349) var Dronning af Navarra fra 1328 indtil sin død. Hun var det eneste overlevende barn af Ludvig 10. af Frankrig, konge af Frankrig og Navarra og Margrete af Burgund. Hvorvidt Ludvig var Johannes far var tvivlsomt, fordi hendes mor var involveret i en Tour de Nesle Affæren, men Ludvig 10. erklærede hende for sin legitime datter, før han døde i 1316. De franske stormænd var imidlertid imod ideen om en kvindelig monark og valgte Ludvig 10.'s bror, Filip 5., til konge af Frankrig. Adelen i Navarra hyldede også Filip. Johannes mormor, Agnes af Frankrig, hertuginde af Burgund og onkel, Odo af af Burgund, forsøgte at sikre grevskaberne Champagne og Brie (som havde tilhørt Ludvig 10.'s mor, Johanne 1. af Navarra) til Johanne, men de franske kongelige tropper besejrede hendes støtter. Efter at Filip 5. havde ladet sin datter gifte med Odo og forærede ham de to grevskaber som hendes medgift, frasagde Odo Johannes krav på Champagne og Brie til gengæld for en erstatning i marts 1318. Johanne giftede sig med Filip af Évreux, som også var medlem af den franske kongefamilie.
Filip 5. blev efterfulgt af sin bror, Karl 4., i både Frankrig og Navarra i 1322, men de fleste stormænd fra Navarra nægtede at sværge loyalitet over for ham. Efter Karl 4.'s død i 1328, udviste adelen i Navarra den franske guvernør og erklærede Johanne som den retmæssige monark af Navarra. I Frankrig blev Filip af Valois kronet til konge. Han indgik en aftale med Johanne og hendes mand, som opgav Johannes krav på Champagne og Brie i bytte for tre grevskaber, mens Filip anerkendte deres ret til Navarra. Johanne og hendes mand blev sammen kronet i katedralen i Pamplona den 5. marts 1329.
Kongeparret samarbejdede tæt sammen under deres fælles regeringstid, men Filip af Évreux var mere aktiv. De opholdt sig dog mest i deres franske domæner. Navarra blev så administreret af guvernører under deres fravær.

## Usikker legitimitet
Johanne var datter af Ludvig, konge af Navarra, og hans kone, Margrete af Burgund. Joan blev født i 1312. Hendes far var den ældste søn og arving til Kong Filip 4. af Frankrig og dronning Johanne 1. af Navarra.
Johannes mor Margrete og Margretes svigerinder, søstrene Johanne og Blanka af Burgund, blev arresteret sammen med to riddere, brødrene Filip og Gautier d'Aunay, i 1314. Efter at være blevet tortureret, tilstod brødrene at de havde været Margrete og Blankas elskere i tre år. d'Aunay-brødrene blev hurtigt henrettet, og Margrete og Blanka blev fængslet. Inden længe døde Margrete i sit fangenskab på Château Gaillard. Efter skandalen blev der sat spørgsmålstegn ved Johannes legitimitet, fordi hendes mor var fundet skyldig i at have haft en udenomsægteskabelig affære omkring det år, hvor Johanne blev født.
Filip 4. døde den 26. november 1314, og Johannes far blev Kong Ludvig 10. af Frankrig. Ludvig erklærede, at Johanne var hans legitime datter på sit dødsleje. Han døde den 5. juni 1316. Hans anden hustru, Klementia fra Ungarn, var gravid. I henhold til en aftale med de mest magtfulde franske stormænd, som blev afsluttet den 16. juli, blev det bestemt, at hvis Klementia fødte en søn, skulle sønnen blive kronet til konge af Frankrig, men hvis en datter blev født, kunne hun og Johanne kun arve Kongeriget Navarra og grevskaberne Champage og Brie (de tre riger, som Ludvig 10. havde arvet fra sin mor, Johanne 1. af Navarra). Det blev også aftalt, at Johanne skulle sendes til sin mors slægtninge i Burgund, men hendes fremtidige ægteskab kunne ikke indgås uden samtykke fra medlemmerne af den franske kongefamilie.

## Opvæksten som forældreløs
Klementia fødte en søn, Johan den Posthume, den 13. november 1316, men han døde fem dage senere. Johannes morbror, Odo 4., Hertug af Burgund, der var i Paris, indledte forhandlinger med Filip 4.'s anden søn, Filip 5., for at beskytte Johannes interesser, men Filip reagerede ikke på Odos krav. I stedet for arrangerede han sin egen kroning, der fandt sted i Reims den 9. januar 1317.  Stænderforsamlingen i 1317 styrkede Filips stilling den 2. februar, da den erklærede, at en kvinde ikke kunne arve den franske krone. Adelsmænd fra Navarra sendte en delegation til Paris for at sværge troskab til Filip. Filip nægtede også at give Champagne og Brie til Johanne.
Johannes mormor, Agnes af Frankrig, hertuginde af Burgund, sendte breve til de førende franske stormænd og protesterede mod hans kroning, men Philip 5. besteg tronen uden reel modstand.  Der blev også skrevet breve til Champagnens stormænd i Johannes navn, hvor de blev opfordret til at afholde sig fra at hylde Filip og til at beskytte Johannes rettigheder til Champagne. I et andet brev hævdede Odo 4., at det, at Filip 5. havde gjort Johan, gik imod "den guddommelige lovs ret, efter sædvane, som er blev taget i brug der opbevares i lignende tilfælde i imperier, kongeriger, len, i baronier i så lang en tid, at der er ikke der kan huske det modsatte ”. Filip 5.'s onkel, Karl af Valois, besejrede Johannes støtter.
Filip og Odo indgik en aftale den 27. marts 1318.  Filip gav sin ældste datter (der også hed Johanne) i ægteskab til Odo, og anerkendte dem som arvinger til grevskaberne Burgund og Artois, mens Johanne skulle gifte sig med sin fætter, Filip af Évreux, med em medgift på 15.000 livres turnois i lejeindtæger og retten til at arve Champagne og Brie, hvis Filip 5. døde uden sønner. Mændene var også enige om, at Johanne skulle give afkald på sine krav på Frankrig og Navarre, når hun fyldte 12 år. Der er ingen bevis for, at hun nogensinde gjorde det. Johanne og Filips ægteskab blev fejret den 18. juni 1318.  Derefter boede Johanne med sin mands bedstemor, Marie af Brabant. Selvom de boede i nærheden af hinanden, blev Filip og Johanne ikke opdraget sammen på grund af aldersforskel. Ægteskabet blev først fuldendt i 1324. 

## Huset Capets hovedlinje uddør
Filip 5 døde i begyndelsen af 1322 uden at efterlade sig en overlevende søn. Hans bror, Karl 5., som var Filip 4.'s sidste overlevende søn, efterfulgte ham i både Frankrig og Navarra. De fleste i Navarra nægtede dog at hylde Karl, og han bekræftede ikke Navarra Fueros (eller friheder). Karl døde den 1. februar 1328, hvilket førte til en ny arvekrise. Da Karls enke, Johanne af Évreux, var gravid, var rigets øverste gejstlige og verdslige herrer blevet samlet i Paris for at vælge en regent.  Flertallet bestemte, at Filip af Valois havde det stærkeste krav til embedet, fordi han var den nærmeste mandlige slægtning til den afdøde konge. Repræsentanterne for Navarras stænder, der samledes i Puente La Reina den 13. marts, erstattede den franske guvernør med to lokale stormænd. 
Karls enke fødte en datter, Blanka, den 1. april. Hendes fødsel gjorde det klart, at den direkte mandlige linje af det kongelige Capetianske dynasti i Frankrig var uddød Karls død. Johanne og hendes mand kunne gøre krav på den franske trone, eftersom de begge var nedstammede fra franske monarker, men der var mindst fem andre der gjorde krav, herunder Filip af Valois. Prætendenternes repræsentanter mødtes i Saint-Germain-en-Laye for at nå et kompromis.  Navarras generalforsamling vedtog en resolution i maj, hvor den anmodede Johanne om at besøge Navarra og overtage dens regering, fordi kronen tilhørte hende "ved arvefølgeret og arveret".
Filip af Valois blev kronet til Konge af Frankrig i Reims den 29. maj. Han havde ingen krav på Navarra, Champagne og Brie, fordi han ikke nedstammede fra Johanne 1. af Navarra. For at styrke sin position i Frankrig anerkendte Filip i juli Johannes og hendes mands ret til at herske over Navarra. Han overtalte dem også til at give afkald på Champagne og Brie i bytte for grevskaberne Longueville, Mortain og Angouleme, fordi han ville beholde de strategisk vigtige Champagne og Brie hos den franske krone.

## Tiltrædelse og kroning
Efter beslutningen fra Navarras generalforsamling i maj 1328 blev Johanne betragtet som Navarras retmæssige monark. Denne beslutning afsluttede den personlige forening af Navarra og Frankrig, der var blevet dannet gennem ægteskabet mellem Johanne 1. af Navarra og Filip 4. af Frankrig. I de følgende måneder førte Johanne og hendes mand lange forhandlinger med rigets stænder, især om Filip af Évreux' rolle i administrationen af kongeriget. Selvom stormændene i Navarra kun havde anerkendt Johannes arveret til at herske, gjorde hendes mand også krav på autoritet. Under parrets fravær forekom der pogromer mod jøderne i Navarras byer.
Johanne og Filip af Évreux sendte to franske stormænd, Henri IV de Sully og Philippe de Melun, til Navarra for at repræsentere dem under forhandlingerne. Navarras stormænd var i starten tilbageholdende med at bekræfte Filips ret til at dele dronningens styre.  Delegerede fra generalforsamlingen erklærede først, at Filip ville få lov til at tage del i administrationen af Navarre på et møde i Roncesvalles i november 1328. De erklærede imidlertid også, at alle traditionelle elementer i kroningen (herunder at den nye monark skal løftes op på et skjold, og der skal kastes penge til tilskuere) kun ville blive udført for Johanne. For at understrege Filips krav om at regere i sin hustrus rige henviste Henry de Sully til Apostlen Paulus, der havde erklæret, at "kvindens overhoved er manden" i sit Første brev til korinterne. Sully understregede også, at Joan havde godkendt og samtykket til at styrke sin mands position.
Johanne og Filip ankom til Navarra i begyndelsen af 1329. De blev kronet i katedralen i Pamplona den 5. marts. Begge blev rejst op på et skjold og begge kastede penge under ceremonien. De underskrev en kroningsed og fastsatte deres kongelige beføjelser. Chartret understregede, at Johanne var Navarras "sande og naturlige arvtager", men erklærede også, at "hele Kongeriget Navarra ville adlyde hendes prinsgemal". Navarra stormænd specificerede imidlertid også, at både Johanne og Filip skulle give afkald på tronen, så snart deres arving nåede 21 år, ellers var de forpligtet til at betale en bøde på 100.000 livres. Johanne kompenserede også sin mand for hans udgifter i forbindelse med erhvervelsen af Navarra.

## Regering
Johanne 2. og Filip 3. af Navarra arbejdede tæt sammen under deres fælles regeringstid. Ud af de 85 kongelige dekretter, der er bevaret fra perioden for deres fælles styre, blev der udstedt 41 dokumenter i begge deres navne. Kilderne antyder imidlertid, at Filip var mere aktiv inden for flere regeringsområder, især lovgivning. Han underskrev 38 dekretter alene uden at henvise til sin kone. Kun seks dokumenter blev udstedt udelukkende i Johannes navn.
Efter kroningen beordrede kongeparret gerningsmændene for de antijødiske oprør straffet og udbetaling af erstatning til ofrene. De kongelige fæstninger blev repareret, og en ny borg blev bygget ved Castelrenault under deres regeringstid. Et afvandingssystem til de tørre marker omkring Tudela blev også konstrueret med kongeparrets økonomiske støtte. De ønskede også at opretholde et fredeligt forhold til nabolandene. De indledte forhandlinger om forlovelsen af deres førstefødte datter, Johanne, til Peter, arvingen til Aragonien, allerede i 1329. En fredsaftale med Kastilien blev underskrevet i Salamanca den 15. marts 1330. 
Johanne og Filip forlod Navarra i september 1331. Historikeren Elena Woodacre bemærker, at "kongeparret var nødt til at afbalancere behovene i deres franske territorier sammen med styret af Navarra", hvilket tvang dem til at dele deres tid mellem alle deres domæner. Johanne og Filip kunne næppe vænne sig til "Navarras smag og skikker og var fremmed over for deres sprog", ifølge historikeren José María Lacarra, og de var ofte fraværende fra kongeriget. Under monarkernes fravær administrerede franske guvernører Navarra på deres vegne. 
En grænsetvist om ejerskabet af klosteret i Fitero udviklede sig til en krig med Kastilien i 1335. Peter 4. af Aragonien støttede Navarra, og en ny fredsaftale med Kastilien blev underskrevet den 28. februar 1336. Johanne og Filip vendte tilbage til Navarra i april 1336. Deres andet besøg varede indtil oktober 1337. Filip vendte to gange tilbage til riget, men Johanne fulgte ikke med ham.
Filip 3. døde i september 1343. Hun erstattede hurtigt Filip af Melun, der havde administreret Navarra i det kongelige pars navn, med Vilhelm af Brahe. Inden længe afskedigede hun også Vilhelm af Brahe og erstattede ham med Jean de Conflans. Disse ændringer kan have afspejlet en uenighed med Filip om administrationen af Navarre, ifølge historikeren Elena Woodacre. I 1344 blev der sørget for en kopi af Navarras Fueros til dronningen på det lokale romanske sprog (Navarro-aregonsk) med en ekstra kolonne til oversættelsen til framsl, som eventuelt blev efterladt tom. Fransk var sandsynligvis det modersmål, som Johanne anvendte, selv til de sager, der var forbundet med Navarra. Johanne etablerede klosteret San Francisco i Olite i 1345. 
Joan besluttede igen at besøge Navarra, men hun kom aldrig tilbage, sandsynligvis på grund af muligheden for en invasion af sin families domæner i Frankrig under Hundredårskrigen. Hun og hendes mand havde støttet Filip 6. mod Edvard 3. af England, der gjorde krav på den franske trone som søn af Johannes faster Isabella. I 1346 var Johanne imidlertid så skuffet over Filip 6.'s fiaskoer som hærfører, at hun i november frimodigt sluttede en våbenhvile med Henrik af Grosmont, jarlen af Lancaster, hvorved Edvards tropper fik fri passage gennem hendes grevskab Angoulême til gengæld for beskyttelse af hendes lande. Hun lovede også ikke at bygge en ny befæstning eller at tillade Filips hær at bruge de eksisterende. Filip kunne ikke gribe ind over for hende.
Johanne døde af Den sorte død den 6. oktober 1349. I sit sidste testamente anmodede hun om, at hendes søn skulle finansiere et kapel i Santa Maria af Olite. Hun blev begravet i Saint-Denis Basilikaen, dog blev hendes hjerte begravet i den nu nedrevne kirke i jakobinerklostret i Paris sammen med sin mands.

## Familie
Johannes mand, Filip af Évreux, var et barnebarn af Filip 3. af Frankrig . De var effektive som medregenter, men intet tyder på, at deres personlige forhold var tæt, i modsætning til de veldokumenterede ægteskaber hos Johannes bedsteforældre, far og onkler. Dette indikerer, at deres ægteskab hverken var præget af særlig kærlighed eller vanskeligheder. De var dog meget sjældent væk fra hinanden og fik ni børn sammen.
- Johanne (ca. 1326–1387), bestemt som hustru til den senere Peter 4. af Aragonien, men hun blev en nonne på Franciskaner-klosteret i Longchamp[52][53]
- Marie (ca. 1329 - 1347), Peter 4. af Aragoniens første hustru[53]
- Ludvig (1330–1334) [53]
- Blanka af Navarra (1331–1398), Filip 6. af Frankrigs anden hustru[54]
- Karl 2. af Navarra (1332–1387), efterfølger som greve af Évreux og konge af Navarra [55] [56]
- Philip (ca. 1333–1363), gift med Yolande de Dampierre[57][58]
- Agnes (1334–1396), gift med Gaston 3., greve af Foix [59] [60]
- Ludvig (1341–1372), greve af Beaumont-le-Roger, giftede sig først med Marie de Lizarazu og anden gang med Johanne, hertuginde af Durazzo [54]
- Johanne (1342-1403), gift med Johan 1., viscount af Rohan [57]